# Alpine A108
O Alpine A108 foi um automóvel esportivo da Renault. Foi apresentado no salão do automóvel de Paris em 1959. Seu antecessor foi o Alpine A106 e o sucessor foi o Alpine A110.
No Brasil ele chegou em 1962 pela 
Willys Overland sob codinome Willys Interlagos